# تومي تشونغ
تومي تشونغ (بالإنجليزية: Tommy Chong)‏ مواليد 24 مايو 1938 في إدمونتون، هو ممثل وكوميدي وكاتب سيناريو أمريكي بدأ مسيرته الفنية سنة 1962.

## الأعمال

### أفلام
- زوتروبوليس (2016)

### مسلسلات
- دارما وغريغ (1999) (بدور: كارل)
- عرض السبعينات ذاك (1999)
- ساوث بارك (2000)
- جورج لوبيز (2007)
- ماد تي في (2009)
- توش.0 (2009)
- دبليو دبليو إي راو (2010)
- عائلة سيمبسون (2011)
- العم جدو (2015)

### ألعاب فيديو
- سكار فيس: ذا ورلد إز يورز (2006)

## روابط خارجية
- تومي تشونغ على موقع IMDb (الإنجليزية)
- تومي تشونغ على موقع روتن توميتوز (الإنجليزية)
- تومي تشونغ على موقع ألو سيني (الفرنسية)
- تومي تشونغ على موقع ميوزك برينز (الإنجليزية)
- تومي تشونغ على موقع أول موفي (الإنجليزية)
- تومي تشونغ على موقع قاعدة بيانات الأفلام السويدية (السويدية)
- تومي تشونغ على موقع إن إن دي بي (الإنجليزية)
- تومي تشونغ على موقع ديسكوغز (الإنجليزية)
- تومي تشونغ على موقع قاعدة بيانات الفيلم (الإنجليزية)
- تومي تشونغ على موقع كينوبويسك (الروسية)